# Kecer
Kecer (szlovákul: Kecerovce) község Szlovákiában, a Kassai kerület Kassa-környéki járásában. Kecerkosztolány és Kecerpeklény egyesítésével jött létre.

## Fekvése
Kassától 20 km-re északkeletre, az Ósva-patak partján fekszik.

## Története
Kecerkosztolány a lipóci uradalom egyik legrégibb települése volt, mely 1229-ben már biztosan létezett.
Kecerpeklényt 1427-ben említik először, akkor hét portát számláltak a faluban.
A trianoni diktátumig mindkét település Sáros vármegye Lemesi járásához tartozott.
A két települést 1975-ben egyesítették Kecer néven.

## Népessége
| Év:            | 1994. | 2004.    | 2014.    | 2024.    |
| -------------- | ----- | -------- | -------- | -------- |
| Emberek száma: | 1937  | 2582     | 3283     | 4076     |
| Eltérés:       |       | +33,29 % | +27,14 % | +24,15 % |

| Év:            | 2023. | 2024.   |
| -------------- | ----- | ------- |
| Emberek száma: | 3973  | 4076    |
| Eltérés:       |       | +2,59 % |

2001-ben 2333 lakosából 1442 cigány és 863 szlovák volt.
2011-ben 2988 lakosából 1761 szlovák és 1071 cigány.

## Nevezetességei
Kecerkosztolány Szent László király tiszteletére szentelt, római katolikus temploma 1602-ben épült.

## Lásd még
- Kecerkosztolány
- Kecerpeklény